# Роман Старий
Роман Михайлович (Старий) (нар. після 1228 — пом. після 1288) — князь чернігівський і брянський (до 1263 — після 1288) з династії Ольговичів, невстановленого походження.

## Походження
Традиційно вважається сином великого князя київського та князя чернігівського, Михайла Всеволодовича. Проте в такому разі він не міг б видати свою дочку Ольгу за Володимира Васильковича якому приходився б двоюрідним братом. У ранніх джерелах відомості про батька Романа відсутні і він згадується просто як князь Брянський.

## Біографія
За відомостями Іоанна де Плано Карпіні у травні 1247 року на шляху з Орди йому трапився князь Роман який вїжджав в татарські землі. Н. М. Карамзін, а за ним А. В. Екземплярский ототожнювали цього Романа саме з Романом Брянським без уточнення його по-батькові.
У 1264 році видав свою дочку Ольгу за володимирського князя Володимира Васильковича. В тому ж році розбив литовців під Брянськом, але і сам був ранений у битві.
У 1274 році разом з сином Олегом брав участь в поході на литовського князя Тройдена коаліції руських князів яку організував монголо-татарський хан Менгу-Тимур на прохання галицького князя Лева Даниловича.
1285 року здійснив похід на Смоленськ, спалив посад, проте самого міста взяти не зміг.
У пізньому «Сказанні про початок Свенського монастиря» говориться, що надалі, у 1288 році, князь Роман Михайлович Старий раптово осліп, але зцілився від чудотворного образу Пресвятої Богородиці Печерської і в пам'ять цієї події заснував на Десні, навпроти р. Свені, Успенський монастир.
«Роман Брянський» також фігурує в легенді про завоювання Києва Гедиміном (1320-і рр.) створеній на початку XVI ст. білорусько-литовськими книжниками.

## Сім'я і діти
Дружину звали Анна. Від неї мав щонайменше шістьох дітей відомих з літописів:
- Михайло Романович (зг. 1264) — князь брянський (?), його потомками вважали себе князі Осовицькі.
- Олег Романович (бл. 1245—1307 або після 1288) — князь брянський, прийняв чернечий постриг під іменем Василь.
- три дочки згадані в Іпатіївськомі літописі у 1264 році.
- Ольга Романівна була дружиною володимирського князя Володимира Васильковича, якому Роман Михайлович допомагав відбити напад литовців.